# Гриценко, Дмитрий Геннадьевич
Дмитрий Геннадьевич Гриценко (род. 10 июня 1992, Краснодар) — российский регбист, играющий на позиции центра или фланкера в команде «Красный Яр».

## Клубная карьера
Воспитанник краснодарского регби. В главной команде «Кубани» (ныне «Богатыри») дебютировал в начале 10-х годов. В начале своей карьеры специализировался на регби-7. Стал чемпионом России-2015 года. В 2016 году руководством «Кубани» было принято решение о создании команды по регби-15, в состав которой включили и Дмитрия. В конце сезона 2016 и 2017 Дмитрий на правах аренды усилил «Енисей-СТМ» перед Европейским кубком вызова. Самое значимое достижение за это время в клубе — финал Кубка России по регби 2016. В 2019 году был дисквалифицирован на два года за нарушение антидопинговых правил. Срок отстранения спортсмена начал отсчитываться с 15 июля 2018 года. В июле 2020 года вернулся на поле.

## Карьера в сборной
Серебряный призёр проходившего в Румынии чемпионат Европы среди юниоров (до 19 лет) в 2011 году. С 2012 привлекается в сборную по регби-7. В 2017 году провел 6 матчей за сборную по классическому регби, дебютировал в матче против Грузии в Тбилиси при 55000 зрителей. В 2017 году попал в состав сборной на Кубок наций в Гонконге. Стал победителем этого турнира

## Достижения
- Регби-7:
  -  Чемпионом России по регби-7 — 2013, 2015
  -  Обладатель Кубка России по регби-7 — 2014